# Hard Times (film 1915)
Hard Times è un film muto del 1915 sceneggiato e diretto da Thomas Bentley.

## Trama
Un uomo deruba il cognato, proprietario di un mulino, e fa accusare del furto un tessitore innocente.

## Produzione
Il film fu prodotto dalla Transatlantic.

## Distribuzione
Distribuito dalla Transatlantic, il film - un mediometraggio in quattro bobine - uscì nelle sale cinematografiche britanniche nel settembre 1915.